# NANIMONO
NANIMONO (ナニモノ)は、日本の7人組女性アイドルグループ。クリエイター・作詞作曲家のこゆびちゃんがプロデュースするプロジェクトOTONA CHILD.（オトナチルドレン）に所属。2022年結成。
グループコンセプトは「インキャが世界を救う」「未だ何者でもない女の子たちが何者かになる物語」。
2023年6月、結成1年でにréveil（TEICHIKU ENTERTAINMENT）からメジャーデビュー。翌2024年には結成2周年記念となるTOKYO DOME CITY HALL公演、2ndアルバムツアーファイナルの豊洲PIT公演としていずれも3,000人規模のワンマンライブを開催し、ともにソールドアウトを果たしている。

## コンセプト・音楽性
「誰もがこどものまま大人になれる優しい世界」を掲げるエンターテイメント・クリエイティブプロジェクトOTONA CHILD.によるアイドルプロデュース事業の第1弾グループ
として2022年6月にデビュー。同プロジェクトからは妹分グループとしてのちにAZATOY (アザトイ)、hakanai (ハカナイ)がデビューしている。
「インキャが世界を救う」「未だ何者でもない女の子たちが何者かになる物語」をコンセプトに掲げ、全員がインキャを自称するメンバーたちが歌う、インキャに寄り添い、インキャを応援する内容の楽曲を大きな特徴としている。
音楽ジャンルとしてはエレクトロ、EDMやシティ・ポップなど多岐に渡るが、ほぼ全ての楽曲においてプロデューサーのこゆびちゃんが作詞を、こゆびちゃんがボーカルを務めるバンド「雨ノ弱」のギター・杉原亮がこゆびちゃんと共同で作曲を行なっており、「NANIMONOらしさ」が形成されている。

## 略歴

### 2022年
6月14日、SHIBUYA WWWにて開催したワンマンライブ『NANIMONOって何者？』で7人組としてデビュー。12月12日、心凪せあ（みなぎ せあ）が卒業し6人体制となる。

### 2023年
5月15日から6月19日にかけて、6月のメジャーデビューを記念した全国ツアー「NANIMONO 1st Full Album 発売記念TOUR 『むりなんだがw』」を開催し、全国6都市を回った。ツアーファイナルを目前に控え、デビュー1周年の記念日当日でもある6月14日に1stフルアルバム『むりなんだがw』でréveil（TEICHIKU ENTERTAINMENT）からメジャーデビューを果たす。6月19日にKT Zepp Yokohamaでツアーファイナルとなるワンマンライブ「NANIMONO 1st Full Album 発売記念TOUR 『むりなんだがw - FINAL - 』」を開催し、ソールドアウトを達成した。
9月5日には東名阪ツアー『むりょ〜なんだがw』のファイナルとなる東京公演をVeats shibuyaで開催し、新メンバー輪廻ねる（りんね ねる）が加入した7人体制がお披露目された。

### 2024年
2月21日、メジャー1stシングル『インキャのキャキャキャ/オタ恋』を発売。
6月13日に開催した結成２周年ワンマンライブ『インキャが世界を救う★ 〜なにものといっしょ〜』では「インキャ」であるメンバーたちが「魔法少女」へ転生する様子を描いたストーリーを展開。このライブ以降「アイドルという魔法で生きづらい世の中と戦う魔法少女」というコンセプトを掲げ、自己紹介の名乗りでも同様のフレーズを発するようになった。
10月16日、メジャー2ndアルバム『INTERNET MAGICAL GIRL』を発売。11月2日から12月13日にかけて、同アルバムをフィーチャーしての全国10都市11公演を回るツアー「NANIMONO 2nd ALBUM RELEASE TOUR『魔法少女になれなかった』」を開催。
2ndアルバムツアーファイナルを目前に控えた12月3日、47774（しいな ななし）の脱退が発表され、6人体制となる。12月13日に開催したツアーファイナル豊洲PIT公演はソールドアウトを達成。

### 2025年
2月1日付で遊乃ヲユタ（ゆうの をゆた）が脱退し、5人体制となった。

## メンバー
現メンバー
| 名前                     | 生年月日 | メンバーカラー | 備考               |
| ------------------------ | -------- | -------------- | ------------------ |
| ひなたゆま               | 9月30日  | オレンジ       | リーダー           |
| 柊真ミフユ とうま みふゆ | 2月8日   | 青             |                    |
| 眠岸ぷりん ねぎし ぷりん | 1月16日  | 黄             |                    |
| 紫苑りんか しおん りんか | 9月4日   | 紫             |                    |
| 輪廻ねる りんね ねる     | 2月20日  | 水色           | 2023年9月5日加入。 |
| 和田あずさ わだ あずさ   | 8月8日   | 白             | 2025年4月1日加入。 |
| 朝比奈ろん あさひな ろん | 3月21日  | ピンク         | 2025年4月1日加入。 |

元メンバー
| 名前                     | 生年月日 | メンバーカラー | メンバーカラー | 備考                 |
| ------------------------ | -------- | -------------- | -------------- | -------------------- |
| 心凪せあ みなぎ せあ     | 6月20日  | 赤             | 赤             | 2022年12月12日卒業。 |
| 47774 しいな ななし      | 4月24日  | 黒             | ピンク         | 2024年12月3日脱退。  |
| 遊乃ヲユタ ゆうの をゆた | 3月29日  | 白             | 白             | 2025年2月1日脱退。   |

## 作品

### シングル
| #  | タイトル                               | 作詞 | 作曲・編曲 |
| -- | -------------------------------------- | ---- | ---------- |
| 1. | 「インキャのキャキャキャ」             |      |            |
| 2. | 「オタ恋」                             |      |            |
| 3. | 「ジャージは戦闘服☆（2024Ver.）」      |      |            |
| 4. | 「インキャのキャキャキャ（カラオケ）」 |      |            |

| #  | タイトル                                  | 作詞 | 作曲・編曲 |
| -- | ----------------------------------------- | ---- | ---------- |
| 1. | 「インキャのキャキャキャ」                |      |            |
| 2. | 「オタ恋」                                |      |            |
| 3. | 「インキャ・オブ・ファイヤー (2024ver.)」 |      |            |
| 4. | 「オタ恋（カラオケ）」                    |      |            |

### アルバム
| #   | タイトル                       | 作詞 | 作曲・編曲 |
| --- | ------------------------------ | ---- | ---------- |
| 1.  | 「SE」                         |      |            |
| 2.  | 「ジャージは戦闘服★」          |      |            |
| 3.  | 「アイデンティティー」         |      |            |
| 4.  | 「ケンタウロスの夜」           |      |            |
| 5.  | 「KIRA KIRA」                  |      |            |
| 6.  | 「JELLY FISH」                 |      |            |
| 7.  | 「CHEWING GUM」                |      |            |
| 8.  | 「インキャミュージック」       |      |            |
| 9.  | 「TEIKIATSU」                  |      |            |
| 10. | 「どーぱみん！」               |      |            |
| 11. | 「インキャ・オブ・ファイヤー」 |      |            |

| #   | タイトル                   | 作詞 | 作曲・編曲 |
| --- | -------------------------- | ---- | ---------- |
| 1.  | 「魔法少女SE」             |      |            |
| 2.  | 「未確認生物」             |      |            |
| 3.  | 「INTERNET MAGICAL GIRL」  |      |            |
| 4.  | 「WHITE MUSK」             |      |            |
| 5.  | 「404」                    |      |            |
| 6.  | 「顔面コンプ期」           |      |            |
| 7.  | 「インキャのキャキャキャ」 |      |            |
| 8.  | 「死ぬまで眠りたい」       |      |            |
| 9.  | 「オタ恋」                 |      |            |
| 10. | 「Hello,world」            |      |            |
| 11. | 「After CInDErella」       |      |            |

| #  | タイトル                                                            | 作詞 | 作曲・編曲 |
| -- | ------------------------------------------------------------------- | ---- | ---------- |
| 1. | 「ジャージは戦闘服★（LIVE @ TOKYO DOME CITY HALL 2024.6.13）」      |      |            |
| 2. | 「INTERNET MAGICAL GIRL（LIVE @ TOKYO DOME CITY HALL. 2024.6.13）」 |      |            |
| 3. | 「2周年記念 スペシャル撮り下ろしインタビュー」                      |      |            |

### ライブ映像
| No. | タイトル                                                                                                 | 発売日       | 形態    | 規格品番   | 備考 |
| --- | --- | ------------ | ------- | ---------- | ---- |
| 1   | "NANIMONO 2nd ANNIVERSARY ONEMAN『インキャが世界を救う★～なにものといっしょ～』" at TOKYO DOME CITY HALL | 2025年3月5日 | Blu-ray | TEXH-70001 |      |

### エピソード・評価

#### 『むりなんだがw』
「インキャのための応援ソング集」をテーマとするフルアルバム。ライターの宮﨑大樹は「（多彩なジャンルにわたる）各楽曲をNANIMONOのインキャな世界観で包み込むことによって、まとまりのある作品に仕上げているところが好印象だ」と評している。
- 「ジャージは戦闘服★」

テレビ朝日「テラサってる？」7月度オープニングテーマ（2023年）
テレビ朝日「イベ検」2023年7月 オープニングテーマ

#### 『INTERNET MAGICAL GIRL』
「魔法少女」をコンセプトとするフルアルバムである。宮﨑大樹は「インキャのフィルターを通す形で、本作のコンセプトである"魔法少女"を描き出した快作」と評価している。ライターの長澤智典は過去作の「インキャ」コンセプトにおける「全肯定」や今作の「魔法少女」コンセプトによる「駄目な自分を謳歌し、背中を押す」姿勢に触れつつ、「今のままで満足するのか、それとも違う自分の可能性を見ようとするのか。それを審判するアルバムだ」と位置付けている。ここまで
「未確認生物」はバンド「雨ノ弱」の楽曲を引き継いだもので、遊乃ヲユタがプロヂューサー・こゆびちゃんに「『未確認生物』めっちゃ好きなんですよね」「くださいよ」と言った会話がそのきっかけとなっている。